# 三者連続三球三振を記録した日本プロ野球投手一覧
三者連続三球三振を記録した日本プロ野球投手一覧（さんしゃれんぞくさんきゅうさんしんをきろくしたにほんプロやきゅうとうしゅいちらん）は、日本プロ野球公式戦において、1イニングに3人の打者から連続して3球のストライクのみの投球で三振を奪い、その3人の打者との対戦だけでイニングの投球を完了した（英: immaculate inning, イマキュレートイニング）投手の一覧である。同じイニングで先んじて走者を許しているケースは含めない。「イマキュレート」は「完璧な」などの意味を持つ英単語である。
この記録はメジャーリーグベースボール (MLB) においても希少とされる（2023年シーズン途中時点で104人・114回）が、日本プロ野球ではさらに少なく、2025年6月22日時点で22人（24回）である。2度達成した選手は梶本隆夫とリバン・モイネロの2人のみで、同じシーズンに複数回記録されたのは、2014年が初めてだった。
日本のプロ野球ではカウント0ボール2ストライクからストライクを投じることが忌避された時期があり、1980年代にセントラル・リーグで3年連続最多奪三振を記録した江川卓（読売ジャイアンツ）は、現役時代に0-2のカウントからヒットを打たれると罰金を科されたため、捕手からの懇願でやむなくボール球を投げていたと引退後に証言している。江川も含め、1980年代には達成者は一人もいない。
2018年5月16日、福岡ソフトバンクホークスのリバン・モイネロが記録を達成したことで、2025年現在存在するチームの中で公式戦での達成者が出ていないのは埼玉西武ライオンズだけとなった（後述の通りポストシーズンでの達成者はあり）。
宇佐美徹也は1993年の著書『プロ野球記録大鑑<昭和11年 - 平成4年>』のこの記録を取り上げた箇所で、「ほとんどが下位打線相手に作られたもので、クリーンアップを相手にしたのが一つもないのが内容的にもの足りない」と記していた。それから24年後の2017年に、東北楽天ゴールデンイーグルスの松井裕樹が千葉ロッテマリーンズの3-5番の3人から奪う記録を初めて達成している。

## 一覧
| 投手 (X)      | 投手の氏名と記録回数       |
| 日付          | 試合が行われた日付         |
| チーム        | 所属球団                   |
| 対戦チーム    | 打ち取られた選手の所属球団 |
| イニング      | 記録したイニング           |
| 打者 (X)      | 打ち取られた選手           |
| Box           | 試合のボックススコア       |
| dagger        | 日本野球殿堂選出           |
| double-dagger | 現役選手                   |

| 投手                 | 日付           | チーム                       | 対戦チーム                   | イニング | 打者                                       | Box    |
| -------------------- | -------------- | ---------------------------- | ---------------------------- | -------- | ------------------------------------------ | ------ |
| 梶本隆夫             | 1954年7月10日  | 阪急ブレーブス               | 近鉄パールス                 | 6        | 山本静雄、多田文久三、山下登               | n/a    |
| 金田正一             | 1955年6月22日  | 国鉄スワローズ               | 中日ドラゴンズ               | 2        | 河合保彦、石川克彦、原田徳光               | n/a    |
| 佐藤良一             | 1956年7月29日  | 近鉄パールス                 | 毎日オリオンズ               | 2        | 橋本力、須藤豊、池田啓一                   | n/a    |
| 梶本隆夫 (2)         | 1957年10月18日 | 阪急ブレーブス               | 南海ホークス                 | 3        | 寺田陽介、大沢昌芳、野母得見               | n/a    |
| 三平晴樹             | 1959年7月26日  | 大毎オリオンズ               | 東映フライヤーズ             | 5        | 水野貞夫、山本義司、塚本悦郎               | n/a    |
| 石川緑               | 1962年5月3日   | 阪神タイガース               | 中日ドラゴンズ               | 3        | 法元英明、河野旭輝、江藤愼一               | n/a    |
| 渡辺秀武             | 1971年8月4日   | 読売ジャイアンツ             | 大洋ホエールズ               | 8        | 伊藤勲、米田慶三郎、坂井勝二               | n/a    |
| 野村収               | 1976年9月15日  | 日本ハムファイターズ         | 南海ホークス                 | 8        | 片平晋作、ドン・ビュフォード、柏原純一     | n/a    |
| 池谷公二郎           | 1978年9月12日  | 広島東洋カープ               | 中日ドラゴンズ               | 9        | 小松健二、田野倉利男、石井昭男             | n/a    |
| 平松政次             | 1979年6月16日  | 横浜大洋ホエールズ           | 中日ドラゴンズ               | 9        | ウェイン・ギャレット、田野倉利男、伊藤泰憲 | n/a    |
| 佐々木主浩           | 1991年8月28日  | 横浜大洋ホエールズ           | 広島東洋カープ               | 9        | 達川光男、原伸樹、音重鎮                   | n/a    |
| 宮本和知             | 1994年8月17日  | 読売ジャイアンツ             | 中日ドラゴンズ               | 3        | 鳥越裕介、佐藤秀樹、立浪和義               | n/a    |
| 河原隆一             | 2001年5月1日   | 横浜ベイスターズ             | ヤクルトスワローズ           | 5        | 岩村明憲・土橋勝征・藤井秀悟               |        |
| 桟原将司             | 2005年9月6日   | 阪神タイガース               | 中日ドラゴンズ               | 7        | 中田賢一、荒木雅博、井端弘和               | [ 7 ]  |
| ブライアン・ウルフ   | 2011年5月24日  | 北海道日本ハムファイターズ   | 横浜ベイスターズ             | 2        | ブレット・ハーパー、吉村裕基、渡辺直人     | [ 8 ]  |
| 岩田慎司             | 2014年5月18日  | 中日ドラゴンズ               | 東京ヤクルトスワローズ       | 8        | 松岡健一、山田哲人、比屋根渉               | [ 9 ]  |
| 武藤祐太             | 2014年9月10日  | 中日ドラゴンズ               | 広島東洋カープ               | 6        | 田中広輔、石原慶幸、鈴木誠也               | [ 10 ] |
| 松井裕樹             | 2017年4月25日  | 東北楽天ゴールデンイーグルス | 千葉ロッテマリーンズ         | 9        | 細谷圭、マット・ダフィー、鈴木大地         | [ 11 ] |
| リバン・モイネロ     | 2018年5月16日  | 福岡ソフトバンクホークス     | 東北楽天ゴールデンイーグルス | 8        | カルロス・ペゲーロ、今江年晶、オコエ瑠偉   | [ 12 ] |
| リバン・モイネロ (2) | 2023年6月6日   | 福岡ソフトバンクホークス     | 横浜DeNAベイスターズ         | 9        | 大和、佐野恵太、関根大気                   | [ 13 ] |
| 森浦大輔             | 2024年6月1日   | 広島東洋カープ               | 福岡ソフトバンクホークス     | 7        | 柳町達、佐藤直樹、今宮健太                 | [ 14 ] |
| 森下暢仁             | 2024年7月2日   | 広島東洋カープ               | 阪神タイガース               | 5        | 梅野隆太郎、小幡竜平、才木浩人             | [ 15 ] |
| 石山泰稚             | 2025年4月5日   | 東京ヤクルトスワローズ       | 中日ドラゴンズ               | 9        | 上林誠知、細川成也、石川昂弥               | [ 16 ] |
| ローワン・ウィック   | 2025年6月22日  | 横浜DeNAベイスターズ         | 千葉ロッテマリーンズ         | 8        | 山本大斗、西川史礁、藤岡裕大               | [ 17 ] |

## 公式戦外での達成者
公式戦以外の試合（オープン戦は除く）でのNPB選手による達成が2例ある。

### ポストシーズン
- 工藤公康（西武ライオンズ） - 1994年の日本シリーズ第2戦（対読売ジャイアンツ）、1994年10月23日、3回（ボックススコア）[18]。

### 日本代表試合
- 隅田知一郎（日本代表[注釈 3]） - 対欧州代表、2024年3月7日、6回[19][20]